# شهرستان آدامز (میسیسیپی)
شهرستان آدامز در جنوب‌غربی ایالت میسیسیپی، واقع در ایالات متحده آمریکا می‌باشد. جمعیت این شهرستان ۳۲٬۲۹۷ نفر (سال ۲۰۱۰) و وسعت آن ۱٬۲۵۹ کیلومتر مربع است. مرکز این شهرستان شهر نچیز می‌باشد.